# Wybory parlamentarne w Liechtensteinie w 2017 roku
Wybory parlamentarne w Liechtensteinie w 2017 roku (niem. Fürstentum Liechtenstein Landtagswahlen 2017) – powszechne wybory do Landtagu, które odbyły się w dniu 5 lutego 2017 roku na terenie Księstwa Liechtensteinu.

## Ordynacja wyborcza
Landtag Księstwa Liechtensteinu składa się z dwudziestu pięciu deputowanych, którzy są wybierani przez Naród na czteroletnią kadencję są w wyborach tajnych, bezpośrednich, powszechnych, równych i proporcjonalnych z dwóch okręgów wyborczych – Oberlandu i Unterlandu. Czynne prawo wyborcze posiadają obywatele zamieszkujący na stałe w Księstwie, którzy ukończyli 18. rok życia, a ich prawa nie są zawieszone, gdzie cenzus wiekowy dla kandydatów do Landtagu to 20 lat. Udział w wyborach jest obowiązkowy.
Każdy wyborca może oddać swój głos na taką liczbę kandydatów z różnych komitetów wyborczych ile wynosi całkowita liczba mandatów możliwych do zdobycia w danym okręgu wyborczym, czyli piętnaście w Oberlandzie i dziesięć w Unterlandzie. Od wyborów w 2005 r. możliwe jest głosowanie korespondencyjne.
Miejsce w parlamencie przysługuję tylko komitetom, które przekroczyły próg wyborczy, wynoszący 8%. Mandaty są przyznawane dwuetapowo. W pierwszym etapie przyznaje się tzw. mandaty podstawowe przy pomocy metody Hagenbacha-Bischoffa, a brakujące mandaty rozdysponowuje się jako tzw. mandaty uzupełniające przy pomocy metody d'Hondta.

## Kontekst polityczny
Podczas, gdy poprzednim kadencjom Landtagu towarzyszyły kryzysy międzynarodowe – afery finansowe wywołane śledztwami Federalnej Służby Wywiadu dot. prania brudnych pieniędzy (1999-2001 r.) oraz unikania płacenia podatków (2012-2013 r.), ale również wewnętrzne kryzysy polityczne związane z referendami konstytucyjnymi w 2003 i 2012 roku, to kadencja 2013-2017 przebiegła stosunkowo spokojnie.
Na czele ustępującego gabinetu koalicyjnego FBP-VU stał Adrian Hasler, który miał również przejąć władzę w przypadku ponownego zwycięstwa FBP. Jego głównym rywalem był Daniel Risch z VU. W poprzednich wyborach rekordowo wysokie poparcie osiągnęły partie opozycyjne, którym przypadło łącznie aż siedem mandatów. Ponadto ustępująca kadencja Landtagu była pierwszą, w której zasiadali członkowie czterech różnych partii.

## Listy wyborcze
Do wyborów przystąpiły cztery komitety wyborcze odpowiadające czterem partiom: Postępowej Partii Obywatelskiej (FBP), Unii Patriotycznej (VU), Niezależnym (DU) Wolnej Liście (FL). Na liście VU znalazła się maksymalna możliwa liczba kandydatów, a zatem dwudziestu pięciu. Lista FBP składała się z dwudziestu dwóch kandydatów, w tym dwunastu w Oberlandzie i dziesięciu w Unterlandzie. Na liście DU znalazło się szesnaście nazwisk, w tym jedenaście w Oberlandzie i pięć w Unterlandzie. Najmniej kandydatów zgłosiła FL, której lista składała się z ośmiu kandydatów, w tym sześciu w Oberlandzie i dwóch w Unterlandzie. Zatem łącznie w wyborach wystartowało siedemdziesięciu jeden kandydatów, a wśród nich znalazło się dziewiętnaście kobiet, a zatem kobiety stanowiły 26,8% kandydatów.
| Lista wyborcza | Lista wyborcza | Lista wyborcza                                                   | Lider         | Kandydaci | Kandydaci | Kandydaci | Wynik w poprzednich wyborach w 2013 r. |
| Lista wyborcza | Lista wyborcza | Lista wyborcza                                                   | Lider         | Oberland  | Unterland | Razem     | Wynik w poprzednich wyborach w 2013 r. |
| -------------- | -------------- | ---------------------------------------------------------------- | ------------- | --------- | --------- | --------- | -------------------------------------- |
|                |                | Postępowa Partia Obywatelska niem. Fortschrittliche Bürgerpartei | Adrian Hasler | 12        | 10        | 22        | 40,0%                                  |
|                |                | Unia Patriotyczna niem. Vaterländische Union                     | Daniel Risch  | 15        | 10        | 25        | 33,5%                                  |
|                |                | Niezależni niem. Die Unabhängigen                                | Hugo Quaderer | 11        | 5         | 16        | 15,3%                                  |
|                |                | Wolna Lista niem. Freie Liste                                    | Pepo Frick    | 6         | 2         | 8         | 11,1%                                  |

## Wyniki
Po raz kolejny wybory zwyciężyła Postępowa Partia Obywatelska z 68 688 głosami (35,2%), zdobywając dziewięć mandatów w Landtagu. Jednocześnie był to najniższy wynik tej partii w historii i był poprzedzony spadkiem poparcia o 4,8 punktu procentowego względem wyborów w 2013 r. Na drugim miejscu uplasowała się Unia Patriotyczna, która uzyskała 65 784 głosy (33,7%), co przełożyło się na osiem mandatów parlamentarnych. Poparcie względem poprzedniego głosowania nieznacznie wzrosło – o 0,2 p.p. Zatem żadna partia nie zdobyła bezwzględnej większości w dwudziestopięcioosobowym parlamencie i ponownie utworzono rząd koalicyjny z Adrianem Haslerem z FBP na czele.
Ponownie wysoki wynik osiągnęła trzecia najsilniejsza partia – Niezależni, uzyskując 35 901 głosów (18,4%), dzięki czemu dostała pięć mandatów. Komitet zaliczył wzrost poparcia aż o 3,1 p.p. Na czwartą z partii – Wolną Listę oddano 24 597 głosów (12,6%) i zdobyła trzy mandaty. Na partie opozycyjne oddano łącznie 60 498 głosów (31,0%), czyli o 4,6 p.p. więcej niż w 2013 r..
| Partia | Partia                       | Wyniki | Wyniki | Wyniki | Mandaty | Mandaty |
| Partia | Partia                       | Głosy  | %      | Zmiana | Liczba  | Zmiana  |
| ------ | ---------------------------- | ------ | ------ | ------ | ------- | ------- |
| FBP    | Postępowa Partia Obywatelska | 68 688 | 35,2%  | 4,8%   | 9       | 1       |
| VU     | Unia Patriotyczna            | 65 784 | 33,7%  | 0,2%   | 8       | 0       |
| DU     | Niezależni                   | 35 901 | 18,4%  | 3,1%   | 5       | 1       |
| FL     | Wolna Lista                  | 24 597 | 12,6%  | 1,5%   | 3       | 0       |

### Wyniki według okręgów i gmin
W Oberlandzie z poparciem na poziomie 34,4% i nieznaczną przewagą (0,7 p.p.) zwyciężyła Unia Patriotyczna. Jednak w drugim z okręgów wyborczych wygrała Postępowa Partia Obywatelska, zdobywając 39,4% głosów, czyli o 7,4 p.p. więcej niż druga VU.
W siedmiu z jedenastu gmin najwięcej głosów zdobyła FBP, a w pozostałych czterech gminach: Balzers, Ruggell, Triesen, Triesenberg większość głosów uzyskała VU. Najwyższe poparcie dla zwycięskiej partii odnotowano w gminie Mauren – 43,7%, a najniższe w Balzers – 30,4%. Natomiast VU najwyższym poparciem cieszyła się w gminie Triesenberg – 40,2%, a najmniej głosów oddano na nią w Planken – 25,7%. Głosy na Niezależnych stanowiły największy odsetek w gminie Triesen – 22,4%, a najniższy w gminie Schellenberg – 13,6%. Z kolei FL najlepszy wynik osiągnęła w gminie Schaan – 16,4%, a najniższy w gminie Gamprin – 6,4%.

#### Oberland
| Partia | Balzers | Balzers | Balzers | Planken | Planken | Planken | Schaan | Schaan | Schaan | Triesen | Triesen | Triesen | Triesenberg | Triesenberg | Triesenberg | Vaduz  | Vaduz | Vaduz | Oberland | Oberland | Oberland | Oberland | Oberland |
| Partia | G       | %       | Z       | G       | %       | Z       | G      | %      | Z      | G       | %       | Z       | G           | %           | Z           | G      | %     | Z     | G        | %        | Z        | M        | ZM       |
| ------ | ------- | ------- | ------- | ------- | ------- | ------- | ------ | ------ | ------ | ------- | ------- | ------- | ----------- | ----------- | ----------- | ------ | ----- | ----- | -------- | -------- | -------- | -------- | -------- |
| FBP    | 9197    | 30,4%   | 5,2%    | 1283    | 40,9%   | 4,0%    | 10 835 | 33,2%  | 4,3%   | 8670    | 32,3%   | 6,7%    | 6934        | 34,0%       | 4,8%        | 10 828 | 37,8% | 7,2%  | 47 747   | 33,7%    | 5,6%     | 5        | 1        |
| VU     | 11 401  | 37,7%   | 1,0%    | 807     | 25,7%   | 0,1%    | 10 339 | 31,6%  | 0,1%   | 8967    | 33,4%   | 0,1%    | 8193        | 40,2%       | 1,7%        | 9082   | 31,7% | 0,9%  | 48 789   | 34,4%    | 0,2%     | 5        | 0        |
| DU     | 6006    | 19,9%   | 5,1%    | 552     | 17,6%   | 2,7%    | 6146   | 18,8%  | 1,9%   | 5998    | 22,4%   | 6,3%    | 3252        | 16,0%       | 4,1%        | 4498   | 15,7% | 2,8%  | 26 452   | 18,6%    | 3,9%     | 3        | 1        |
| FL     | 3606    | 11,9%   | 1,0%    | 493     | 15,7%   | 1,3%    | 5350   | 16,4%  | 2,3%   | 3185    | 11,9%   | 0,4%    | 2006        | 9,8%        | 2,4%        | 4242   | 14,8% | 3,6%  | 18 882   | 13,3%    | 1,9%     | 2        | 0        |

#### Unterland
| Partia | Eschen | Eschen | Eschen | Gamprin | Gamprin | Gamprin | Mauren | Mauren | Mauren | Ruggell | Ruggell | Ruggell | Schellenberg | Schellenberg | Schellenberg | Unterland | Unterland | Unterland | Unterland | Unterland |
| Partia | G      | %      | Z      | G       | %       | Z       | G      | %      | Z      | G       | %       | Z       | G            | %            | Z            | G         | %         | Z         | M         | ZM        |
| ------ | ------ | ------ | ------ | ------- | ------- | ------- | ------ | ------ | ------ | ------- | ------- | ------- | ------------ | ------------ | ------------ | --------- | --------- | --------- | --------- | --------- |
| FBP    | 6046   | 36,3%  | 0,4%   | 2995    | 43,6%   | 3,4%    | 6383   | 43,7%  | 2,4%   | 3364    | 33,9%   | 7,0%    | 2153         | 42,9%        | 0,8%         | 20 941    | 39,4%     | 2,5%      | 4         | 0         |
| VU     | 5411   | 32,5%  | 1,9%   | 2023    | 29,4%   | 1,0%    | 4031   | 27,6%  | 1,4%   | 3956    | 39,8%   | 6,2%    | 1574         | 31,4%        | 0,6%         | 16 995    | 32,0%     | 1,1%      | 3         | 0         |
| DU     | 3276   | 19,7%  | 1,4%   | 1415    | 20,6%   | 1,9%    | 2447   | 16,7%  | 1,0%   | 1627    | 16,4%   | 0,0%    | 684          | 13,6%        | 0,2%         | 9449      | 17,8%     | 1,0%      | 2         | 0         |
| FL     | 1937   | 11,6%  | 0,9%   | 437     | 6,4%    | 0,5%    | 1749   | 12,0%  | 0,1%   | 983     | 9,9%    | 0,8%    | 609          | 12,1%        | 0,5%         | 5715      | 10,8%     | 0,4%      | 1         | 0         |

## Frekwencja
Udział w wyborach jest dla obywateli Liechtensteinu z czynnymi prawami wyborczymi jest obowiązkowy. W głosowaniu udział wzięło 15 413 osób spośród 19 806 uprawnionych, a zatem frekwencja wyniosła 77,8% i była niższa o 2,0 punktu procentowego niż w poprzednich wyborach w 2013 r. oraz był to pierwszy raz w historii, gdy frekwencja spadła poniżej 80%.
Wyższą frekwencję odnotowano w Unterlandzie – 79,1%, podczas gdy w Oberlandzie swój głos oddało 77,1% obywateli.
Najwyższą frekwencją cechowała się gmina Planken, w której zagłosowało 87,8% uprawnionych, zaś najniższą gmina Triesen, gdzie zagłosowało 72,4%.
Od wyborów w 2005 r. wszyscy obywatele Liechtensteinu mogą zagłosować osobiście przy urnie lub korespondencyjnie za pośrednictwem poczty. W 2017 r. z opcji głosowania korespondencyjnego skorzystało 14 783 obywateli, czyli 95,9% głosujących, a zatem o 0,3 p.p. więcej niż w poprzednich wyborach.

## Skład Landtagu
Postępowa Partia Obywatelska – 9 mandatów
     Unia Patriotyczna – 8 mandatów
     Niezależni – 5 mandatów
     Wolna Lista – 3 mandaty

Podział mandatów do Landtagu po wyborach w 2017 r.
Postępowa Partia Obywatelska – 9 mandatów
Unia Patriotyczna – 8 mandatów
Niezależni – 5 mandatów
Wolna Lista – 3 mandaty

W nowej kadencji Landtagu zasiadło dziewięciu posłów z FBP, ośmiu z VU, pięciu z DU i trzech z FL. Wśród posłów znalazły się trzy kobiety, a co za tym idzie kobiety stanowiły 12% deputowanych, co było najniższą wartością od 2005 roku. Największa liczba posłów – pięciu, mieszkała w gminie Schaan, po trzech w gminach Eschen, Schellenberg, Triesen, Vaduz oraz po dwóch w gminach Balzers, Gamprin, Ruggell i Triesenberg. Gminami, których nie zamieszkiwał żaden poseł były Planken i Mauren. Najmłodszym posłem nowej kadencji Landtagu był Johannes Hasler z FBP – 34 lata, zaś najstarszym Albert Frick z FBP – 68 lat. Średnia wieku wynosiła 48,4 lat, jednak czterech członków (wszyscy z DU) nie podało swojego wieku.
| Deputowany             | Partia | Okręg wyborczy | Gmina        | Liczba głosów | Wiek    |
| ---------------------- | ------ | -------------- | ------------ | ------------- | ------- |
| Eberle-Strub Susanne   | FBP    | Oberland       | Vaduz        | 3057          | 56 lat  |
| Frick Albert           | FBP    | Oberland       | Schaan       | 3462          | 68 lat  |
| Hasler Elfried         | FBP    | Unterland      | Gamprin      | 2061          | 51 lat  |
| Hasler Johannes        | FBP    | Unterland      | Gamprin      | 2021          | 34 lata |
| Kaiser Johannes        | FBP    | Unterland      | Schellenberg | 2080          | 58 lat  |
| Lampert Wendelin       | FBP    | Oberland       | Triesenberg  | 3699          | 46 lat  |
| Nägele Eugen           | FBP    | Oberland       | Schaan       | 3075          | 52 lata |
| Oehry Daniel           | FBP    | Unterland      | Eschen       | 1991          | 45 lat  |
| Seger Daniel F.        | FBP    | Oberland       | Triesenberg  | 3289          | 39 lat  |
| Kaufmann Manfred       | VU     | Oberland       | Balzers      | 3135          | 38 lat  |
| Konrad Frank           | VU     | Oberland       | Vaduz        | 3034          | 49 lat  |
| Lanter-Koller Violanda | VU     | Unterland      | Ruggell      | 1918          | 53 lata |
| Marxer-Kranz Gunilla   | VU     | Unterland      | Eschen       | 1635          | 44 lata |
| Vogt Günter            | VU     | Oberland       | Balzers      | 3090          | 55 lat  |
| Vogt Thomas            | VU     | Oberland       | Triesen      | 3082          | 40 lat  |
| Wenaweser Christoph    | VU     | Oberland       | Schaan       | 3364          | 53 lata |
| Wohlwend Mario         | VU     | Unterland      | Ruggell      | 1642          | 44 lata |
| Beck Jürgen            | DU     | Oberland       | Vaduz        | 2032          | –       |
| Elkuch Herbert         | DU     | Unterland      | Schellenberg | 1666          | –       |
| Hasler Erich           | DU     | Unterland      | Eschen       | 1249          | –       |
| Quaderer Harry         | DU     | Oberland       | Schaan       | 2327          | –       |
| Rehak Thomas           | DU     | Oberland       | Triesen      | 1970          | 46 lat  |
| Kaufmann Georg         | FL     | Oberland       | Schaan       | 1603          | 61 lat  |
| Lageder Thomas         | FL     | Oberland       | Triesen      | 1571          | 37 lat  |
| Risch Patrick          | FL     | Unterland      | Schellenberg | 893           | 48 lat  |